# Міхаела Юханссон
Міхаела Юханссон (швед. Michaela Johansson; нар. 6 березня 1988) — колишня шведська тенісистка.
Найвищу одиночну позицію світового рейтингу — 305 місце досягла 24 березня 2008, парну — 400 місце — 24 березня 2008 року.

## Фінали ITF

### Одиночний розряд: 2(1–1)
| турніри $100,000 |
| турніри $75,000  |
| турніри $50,000  |
| турніри $25,000  |
| турніри $10,000  |

| Результат | Ранг | Дата             | Турнір                    | Покриття   | Суперниця      | Рахунок       |
| --------- | ---- | ---------------- | ------------------------- | ---------- | -------------- | ------------- |
| Поразка   | 1.   | 5 листопада 2006 | Стокгольм, Швеція         | Тверде (i) | Марі Андерссон | 6–3, 3–6, 2–6 |
| Перемога  | 2.   | 25 лютого 2008   | Веллінгтон, Нова Зеландія | Тверде     | Марія Мірковіч | 6–0, 7–5      |

### Парний розряд: 6 (2-4)
| Результат | Ранг | Дата            | Турнір                      | Покриття | Партнерка          | Суперниці                            | Рахунок       |
| --------- | ---- | --------------- | --------------------------- | -------- | ------------------ | ------------------------------------ | ------------- |
| Поразка   | 1.   | 9 липня 2004    | Sidi Fredj, Алжир           | Ґрунт    | Дженніфер Елі      | Сай Джаялакшмі Джаярам Шеллі Стефенс | 3–6, 1–6      |
| Перемога  | 2.   | 21 травня 2006  | Фалькенберг, Швеція         | Ґрунт    | Марі Андерссон     | Анне Шефер Юлія Петов                | 6–2, 6–0      |
| Поразка   | 3.   | 29 липня 2006   | Ґеусдал, Норвегія           | Тверде   | Кароліне Борґерсен | Марі Андерссон Надя Рома             | 4–6, 0–6      |
| Перемога  | 4.   | 3 вересня 2006  | Mollerusa, Іспанія          | Тверде   | Надя Рома          | Джейн О'Доног'ю Карен Патерсон       | 6–3, 2–6, 6–3 |
| Поразка   | 5.   | 22 липня 2007   | Гамільтон (Онтаріо), Канада | Ґрунт    | Паула Сабала       | Стефані Дюбуа Суріна Де Беер         | walkover      |
| Поразка   | 6.   | 12 вересня 2008 | Рокгемптон, Австралія       | Тверде   | Ярміла Вулф        | Ремі Тедзука Чжоу Імяо               | 6–7(2–7), 4–6 |